# California Breed
California Breed – amerykańska supergrupa wykonująca hard rock. Powstała w 2013 roku w Los Angeles z inicjatywy byłych członków zespołu Black Country Communion – perkusisty Jasona Bonhama oraz basisty i wokalisty Glenna Hughesa. Skład, z polecenia Juliana Lennona uzupełnił gitarzysta Andrew Watt. Debiutancki album formacji zatytułowany California Breed ukazał się 19 maja 2014 roku nakładem wytwórni muzycznej Frontiers Records. Materiał zadebiutował na 78. miejscu zestawienia Billboard 200 w Stanach Zjednoczonych sprzedając się w nakładzie 4 tys. egzemplarzy w przeciągu tygodnia od dnia premiery. W ramach promocji do pochodzącego z płyty utworu „The Way” został zrealizowany teledysk.
W 2015 roku zespół został rozwiązany.

## Dyskografia
| Rok  | Tytuł                                                              | Pozycja na liście | Pozycja na liście | Pozycja na liście | Pozycja na liście | Pozycja na liście | Pozycja na liście | Pozycja na liście |
| Rok  | Tytuł                                                              | USA               | CHE               | AUT               | GER               | UK                | NLD               | JPN               |
| ---- | ------------------------------------------------------------------ | ----------------- | ----------------- | ----------------- | ----------------- | ----------------- | ----------------- | ----------------- |
| 2014 | California Breed - Data: 19 maja 2014 - Wydawca: Frontiers Records | 78                | 40                | 51                | 40                | 26                | 93                | 137               |